# Oskar Holinger
Oskar Holinger (ur. 22 lipca 1918 w Bazylei) – szwajcarski zapaśnik walczący w stylu klasycznym. Olimpijczyk z Berlina 1936, gdzie zajął dziewiąte miejsce w wadze lekkiej.

## Letnie Igrzyska Olimpijskie 1936
| Konkurencja          | Rundy eliminacyjne  | Rundy eliminacyjne | Rundy eliminacyjne      | Klas. końcowa |
| Konkurencja          | Przeciwnik I        | Przeciwnik II      | Przeciwnik III          | Miejsce       |
| -------------------- | ------------------- | ------------------ | ----------------------- | ------------- |
| 66 kg styl klasyczny | Jozef Herda (TCH) P | wolny los Z        | Alberto Molfino (ITA) P | 9.            |